# Caibaté
Caibaté é um município do estado do Rio Grande do Sul, no Brasil. Localiza-se na Região Missioneira do estado do Rio Grande do Sul e, por localizar-se geograficamente no centro desta, o município é conhecido como "o coração das missões".

## Topônimo
O nome "Caibaté" deriva da língua tupi, significando "mata em lugar elevado", através da junção dos termos ka'a (mata) e  'ybaté  (lugar elevado).

## História
As origens do município de Caibaté remontam a sua formação desde a Colônia Rondinha no final do século XIX e posteriormente, Vila Santa Lúcia no decorrer da década de 1920. Este processo de ocupação desta região no noroeste das Missões envolveu diversos aspectos que também preponderavam sobre o Rio Grande do Sul naquele período, dentre eles a imigração interna de descendentes de imigrantes na região norte do estado, bem como o crescimento de várias comunidades em decorrência desse movimento. Este processo de ocupação envolveu o contato com aqueles habitantes que já estavam na região, porém não tinham acesso aqueles lotes de terra comprados, onde posteriormente haveria crescimento citadino.
Sobre o dono daquela região que compunha parte da conhecida "região de matas do Rio Grande do Sul":
"O dono de toda área de mata correspondente ao município de Caibaté, pertenceu ao
senhor Joaquim Gomes Pinheiro Machado. Essa foi, portanto a primeira área povoada dentro dos limites do município; vê-se então a exclusividade de uma população de origem tipicamente lusa, dedicada à pecuária. Em 1823, por ocasião da Revolução, falece o senhor Joaquim Gomes Pinheiro Machado, deixando a seus
herdeiros esta área. Os herdeiros por sua vez, em 1919, venderam suas partes por intermédio dos procuradores-colonizadores: Henrique Leopoldo Seffrin, Antônio Teodoro Cardoso, José Gallas, que dividiram as terras em lotes coloniais de 20 a 30 hectares. Estes lotes foram adquiridos por colonos na sua maioria de origem alemã. Muito vinham de Serro Azul (atual Cerro Largo) e
alguns vinham diretamente das “Colônias Velhas”. Com a venda destas terras
foram locadas duas áreas urbanas: Santa Lúcia (atual Caibaté) e Mato Queimado." (HOFFMANN, 1991, p.6).
Ainda sobre a imigração na região:
Além dessas questões de
mercado e de projetos de desenvolvimento agrícola, o sentido da imigração consistia,
sobretudo numa estratégia de valorização das terras, o que explica, entre
outros motivos, a insistência nos imigrantes em detrimento dos lavradores
nacionais. Outro aspecto importante considerado pelas autoridades locais para
justificar a necessidade de imigrantes, e que também se relaciona com a
política de valorização de terras, é o isolamento da região. A colonização se
fazia necessária para amenizar o relativo isolamento regional. As queixas nesse
sentido eram tantas que alguns estancieiros locais e políticos chegaram a
propor a autonomia política da região através da criação da Província das
Missões. (ZARTH, 1997, p.80). 
É dessa forma que a partir da policultura praticada pelos novos habitantes da região já no século XX, essa característica lhes garantiu até mesmo excedente para o comércio e assim certa prosperidade da região que foi aumentando progressivamente o número de habitantes. Neste processo, os colonos brasileiros passaram a se integrar com os novos moradores, porém, somente com o passar do tempo, pois moravam comumente nas regiões de campo, afastados do núcleo populacional. Existem relatos - possibilitados a partir da História Oral -  de alguns conflitos étnicos, e que muitas vezes negros não frequentavam bailes e clubes dos descendentes de alemães e vice versa, os quais até mesmo os gringos (italianos) tinham algumas reservas. Podemos tranquilamente associar ação da Igreja Católica e um pouco mais tarde ao Estado brasileiro, a existência de um discurso para homogeneizar uma identidade em comum para todos os indivíduos dessa região. A Romaria do Caaró a partir da década de 1930 e até o comportamento do Estado na campanha de nacionalização de Getúlio Vargas, serviram para isso. É dessa forma que já na década de 1960 foi possível realizar esforços para fundar uma cooperativa de eletrificação rural, atualmente conhecida por Cermissões, o que expressa ter sido bem sucedido seus esforços.
Portanto, a história de Caibaté começou pela Colônia Rondinha no século XIX e não pelo episódio que marcou o assassinato de Roque Gonzales, Alonso Rodrigues e Juan del Castilhos.
No entanto, o que ocorre muitas vezes é que as referências a Caibaté se misturam às da Romaria do Caaró, que ocorre desde
1933, movimento de devotos em peregrinação religiosa ao santuário do Caaró,
quer seja para pagar promessas, agradecer ou pedir bênçãos. Esse movimento
popular revela a devoção do povo católico e a sua veneração aos três santos
“mártires”. O evento acontece há 81 anos (1933-2014) demonstrando a forte
presença católica na região e contribui tanto para o turismo religioso, quanto
para o aprofundamento do missioneirismo, afinal, o martírio, a fé, a devoção,
alimentam e movimentam a identidade missioneira e revivificam as lembranças do
passado histórico na atualidade. O movimento dos peregrinos atualiza a todo
instante um passado distante de mais de trezentos anos já que o assassinato dos padres jesuítas ocorreu em 1628 e permaneceu 300 anos sem um esforço sistemático para que se lembrasse e se venerasse esses padres.Isto  confere ao local um
lugar de memória do sagrado e a construção de um dos mitos fundadores do Rio
Grande do Sul a partir das Missões. Desde que a romaria foi instituída tem atraído milhares de romeiros de diferentes lugares da América Latina.
Fonte: WESZ, M, Mauro. Caibaté: imigração e construção de identidades na região das Missões do Rio Grande do Sul. 2014. 63f. (TCG em História) – Universidade Federal de Santa Maria (UFSM), Santa Maria/RS.  

## Geografia
Localiza-se a uma latitude 28º17'16" sul e a uma longitude 54º38'18" oeste, estando a uma altitude de 286 metros. Possui uma área de 374,65 km² e sua população estimada em 2007 era de 5 080 habitantes.

## Pontos de interesse
- Santuário do Caaró